# やぶきた

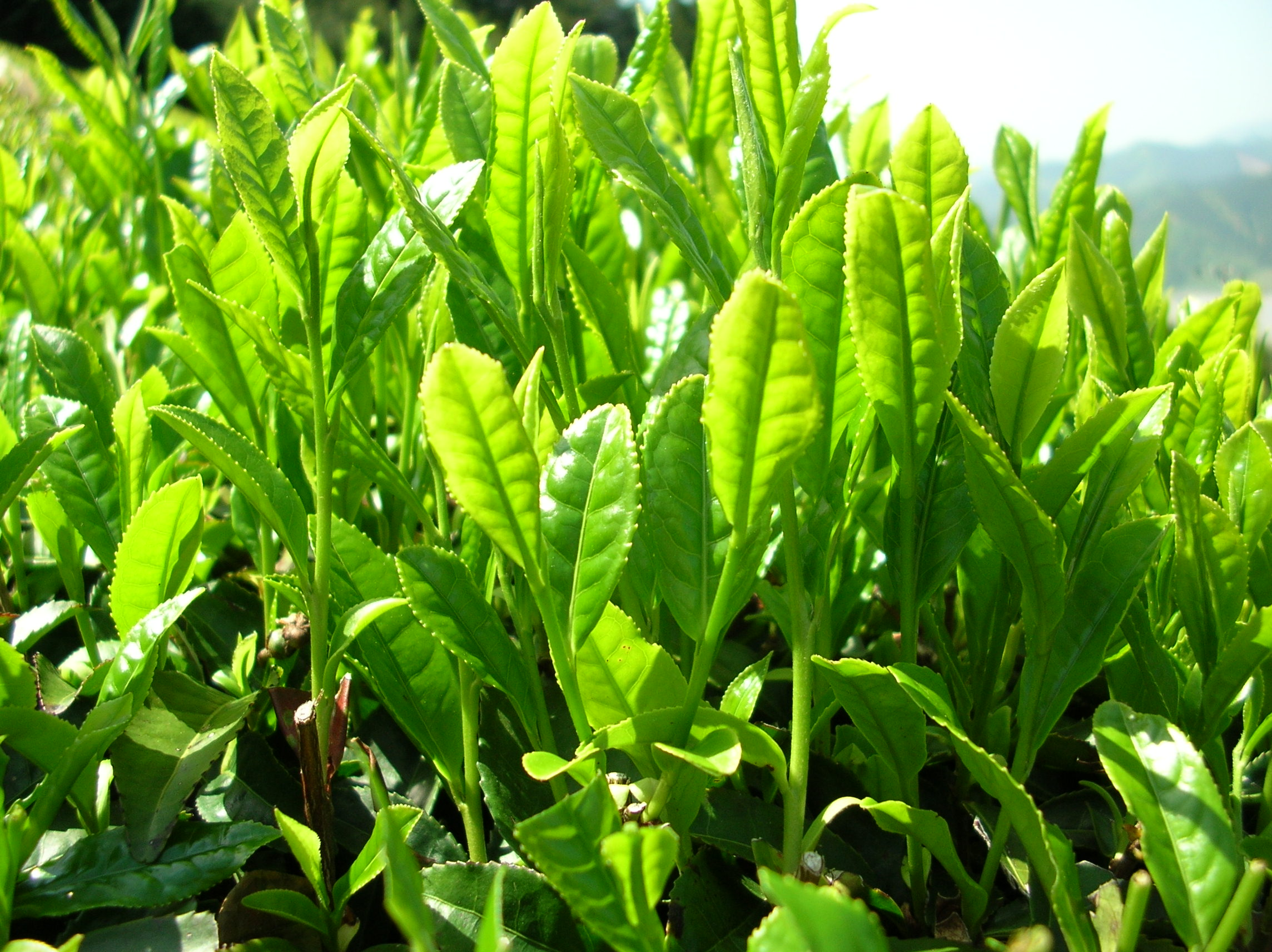
やぶきた茶

やぶきたは、在来種の実生中から選抜したチャノキ（茶樹）の品種。品質は煎茶として極めて良好で、独特の強い香気を持ち、滋味優雅で甘味に富む。登録番号は茶農林6号。登録年は1953年（昭和28年）。
「やぶきた」の名は、静岡県有渡郡有度村（1896年安倍郡に変更、現静岡市駿河区）の篤農家杉山彦三郎（1857 - 1941年）が、1908年（明治41年）、自己が所有する竹やぶを切り開いた茶園（現駿河区中吉田41番付近 北緯34度59分44.9秒 東経138度26分11.1秒）の茶樹から優良品種を選抜し、北側からのものを「やぶきた」、南側からのものを「やぶみなみ」と名付けたことからと言われている。開発された当初はなかなか普及しなかったが、霜に強い上、在来品種よりも早い4月下旬から5月上旬に一番茶の収穫ができ収穫も安定していたことから、50年近くたった1955年（昭和30年）に静岡県の奨励品種に指定されたことをきっかけとして急速に普及した。

## 特性
耐寒性は、赤枯れ及び青枯れに中程度、裂傷型凍害にやや強い。炭疽病、網もち病及び輪斑病に弱く、もち病にやや強い。
どんな風土にも根付きがよく、根や芽の出方が均質で生育が早い。回復力が強く、植え替えも容易である。生葉の収量が他の在来種に比べて10％以上多いと言われる。摘採期が在来種に比べ10日前後早いため、新茶シーズンに対応しやすい。茶葉は、香気は弱いが湯冷ましをする必要もなく簡単に鮮やかな緑色が出る。

## 利用
香気の弱さを他種とのブレンドで補った「やぶきたブレンド」が緑茶市場の80％以上を占めるといわれる。
品質が優れ、日本の栽培条件に適したやぶきたは、日本における栽培茶樹の75パーセントに及ぶ。他方、一品種の偏重により、茶の風味の画一化や、採茶・製茶が一時期に集中し、労働の無理および設備運用の非効率といった弊害が生じ、茶の国内消費量の減少につながっているという指摘もある。農林水産省の支援のもと茶業関係者は他品種への転換に取り組みつつある。

## やぶきた種母樹

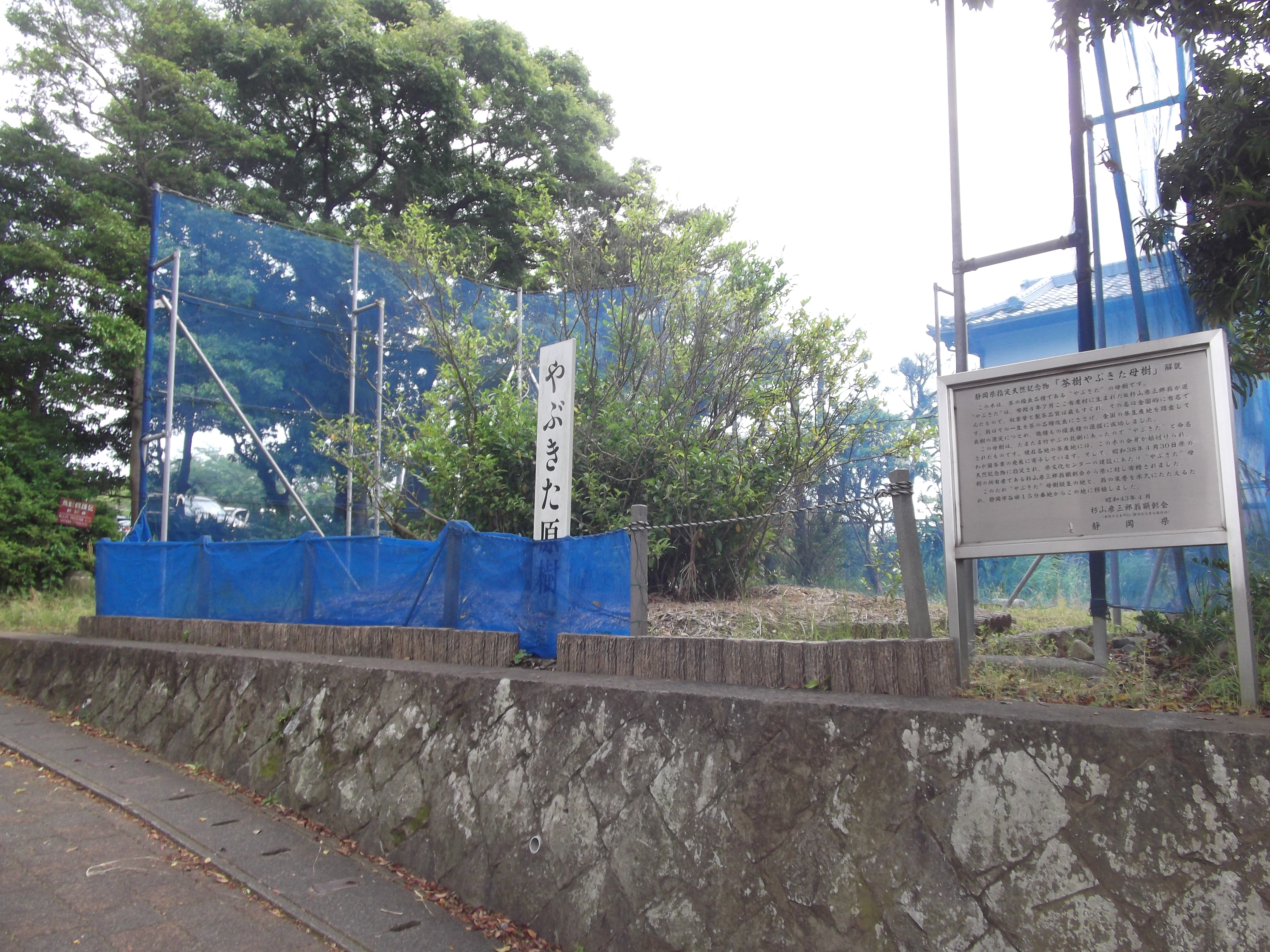
やぶきた種母樹。2014年5月撮影。

やぶきた種母樹は、1908年（明治41年）に選抜されたやぶきた種の原個体。
1963年4月30日に静岡県指定天然記念物に指定されている。
1968年（昭和43年）4月、駿河区谷田24番（静岡鉄道県立美術館前駅から静岡県立美術館に至る道路沿い 北緯34度59分40.7秒 東経138度26分26.6秒）に移植された。